# Schloss Fjällnäs
Das Schloss Fjällnäs ist eine schlossartige Villa in der Gemeinde Gällivare am Fuße des Berges Dundret in Schweden. Es ist einer der nördlichsten aus Holz gefertigten herrschaftlichen Bauten der Welt.
Der Offizier und Reichstagsabgeordnete Carl Otto Bergman ließ die Villa 1888 errichten, um sie als Sommerwohnung zu nutzen und um seine Kollegen beim Besuch der Eisenerzgruben um Malmberget zu beeindrucken. Das Gebäude folgt dem Schweizerstil mit vielen Laubsägeornamenten an der weißen Fassade, mit sandsteinfarbenen Tür- und Fensterrahmen. Das Schloss besteht aus zwei massiven Seitenflügeln, die durch einen schmaleren zweistöckigen Teil verbunden sind. Auf den Seitenflügeln befindet sich je ein turmspitzenartiges Dach.
Bergman hatte im Gebäude sein Büro zur Verwaltung der Grubengesellschaft eingerichtet. Ein bedeutender Besucher war 1894 König Oskar II. Nach verschiedenen privaten Besitzern war das Schloss bis etwa 2003 im Eigentum der Gemeinde. Es wurde von einem italienischen Touristikunternehmen gekauft und in ein Hotel umgewandelt. Im Restaurant wird regionale und italienische Kost angeboten.